# 엑소시스트: 믿는 자
《엑소시스트: 믿는 자》(영어: The Exorcist: Believer)는 2023년 개봉한 미국의 초자연 공포 영화이다. 데이비드 고든 그린이 감독과 공동 각본을 맡았으며, 윌리엄 피터 블래티가 쓴 동명 소설이 원작이다. 1973년 동명 영화에 직결되는 후속편이며 리부트 3부작 첫 번째 작품으로 기획되었으나 평가가 좋지 않자 이를 전면 취소하고 다시 리부트에 들어갔다.

## 줄거리
사진작가 빅터 필딩은 아이티로 신혼 여행을 떠난다. 임신한 아내 소린은 부두술사의 축복을 받는다. 그러나 지진으로 소린은 심각한 부상을 입고, 빅터는 아내와 아이 둘 중 하나를 선택해야만 하는 기로에 선다.
13년 뒤 아내와 신앙심을 모두 잃은 빅터는 조지아주에서 홀로 딸 앤절라를 키우는 중이다. 앤절라는 엄마의 영과 조우할 교령회를 열기 위해 침례교 신자인 친구 캐서린 웨스트와 숲에 들어간다.
앤절라와 캐서린은 그대로 사라졌다가 삼일 뒤 발바닥에 화상을 입은 채 헛간에서 발견된다. 이후 앤절라는 빅터를 공격하고 경련을 일으키는가 하면, 캐서린은 교회 예배 성찬에서 난동을 부린다.
캐서린의 엄마 미란다는 실종된 3일간 아이들이 지옥에 머물렀으며 악마에 씌여 현세에 돌아왔다는 가설을 세운다. 앤절라가 입원한 병원 간호사 앤은 자신이 과거 예비 수녀로서 수련 받던 시절 몰래 치렀던 낙태에 대해 앤절라가 훤히 알고 있자 경악한다.
앤은 크리스 맥닐이 1973년에 딸 리건과 겪었던 유사 사건을 술회한 회고록을 빅터에게 건넨다. 크리스는 이후 평생 전세계 문화권에 분포한 구마 의식을 연구하여 해당 분야 권위자가 되어있었다. 그러나 회고록 출간 직후 리건은 어머니 크리스와 연락을 두절하고 말았다.
크리스는 빅터와 만난 뒤 캐서린에게 구출 사역(deliverance ritual)을 시도하지만 캐서린은 십자가로 크리스의 눈을 찔러 장님으로 만든다. 크리스가 여러 문화에 속한 다양한 방식을 시도하라고 조언하자 빅터, 미란다, 캐서린의 부모 앤과 토니 웨스트는 웨스트네가 다니는 침례교회의 돈 레번스 목사, 매덕스 신부, 오순절 전도사 스튜어트, 후두(hoodoo) 치료사 닥터 비하이브에게 동시에 도움을 청한다. 이들은 공동 믿음에 근거한 합동 구마 의식을 계획하나 천주교 지역 교구는 아이들이 단순히 정신 질환을 앓고 있다고 판단해 매덕스에게 참여 금지령을 내린다.
이들은 바닥에 마법진을 그리고, 그 위에 놓은 의자에 아이들을 묶어 앉힌 뒤 주변을 둘러싼다. 앤은 성 베네딕토 메달과 십자고상으로 악마에게 대항한다. 악마는 13년 전 빅터가 딸 앤절라 대신 아내 소린을 택했으나 소린이 부상의 여파로 사망했음을 밝힌다. 앤은 성경 에제키엘서 16장 구절을 읊고, 아이들에겐 성수가 뿌려진다. 악마가 둘 중 누구를 살릴지 택하지 않으면 둘을 모두 죽이겠다고 하자 미란다와 빅터는 각자의 자녀를 희생시키길 거부한다. 매덕스 신부가 뒤늦게 참석해 로마 예식서(Rituale Romanum)를 읊자 악마가 염력으로 목을 꺾어 신부를 살해한다.
신앙심을 회복한 빅터는 어려서 배운 주기도문를 외우고 앤절라에게 용서를 구한 뒤 소린의 스카프로 악마에 대한 대항력을 강화한다. 반면 악마의 꾀임에 넘어간 토니는 딸 캐서린을 택하겠다고 소리 치고, 이에 앤절라가 사망한듯 보인다. 그러나 악마는 사실 이들이 살리기로 결정한 아이를 죽일 작정이었고, 악마가 캐서린을 지옥으로 끌고 들어가자 앤절라가 다시 숨을 쉬기 시작한다.
앤절라는 등교를 재개하고, 빅터는 소린의 묘지를 찾는다. 리건은 어머니 크리스가 입원한 병원을 방문해 크리스를 용서한다.

## 출연
- 레슬리 오덤 주니어 - 빅터 필딩 역
- 리디아 주잇 - 앤절라 필딩 역
- 올리비아 오닐 - 캐서린 역
- 제니퍼 네틀스 - 미란다 역
- 노버트 리오 버츠 - 토니 역
- 래피얼 스바지 - 돈 레번스 목사 역
- 오퀴 옥포쿼실리 - 닥터 비하이브 역
- 대니 매카시 - 스튜어트 역
- E.J. 보닐라 - 매덕스 신부 역
- 린다 블레어 - 리건 맥닐 역
- 앤 다우드 - 앤 역
- 엘런 버스틴 - 크리스 맥닐 역
- 앤터니 코론 - 필립스 역
- 리저 존스턴 - 라마슈투 역